# Alexander West

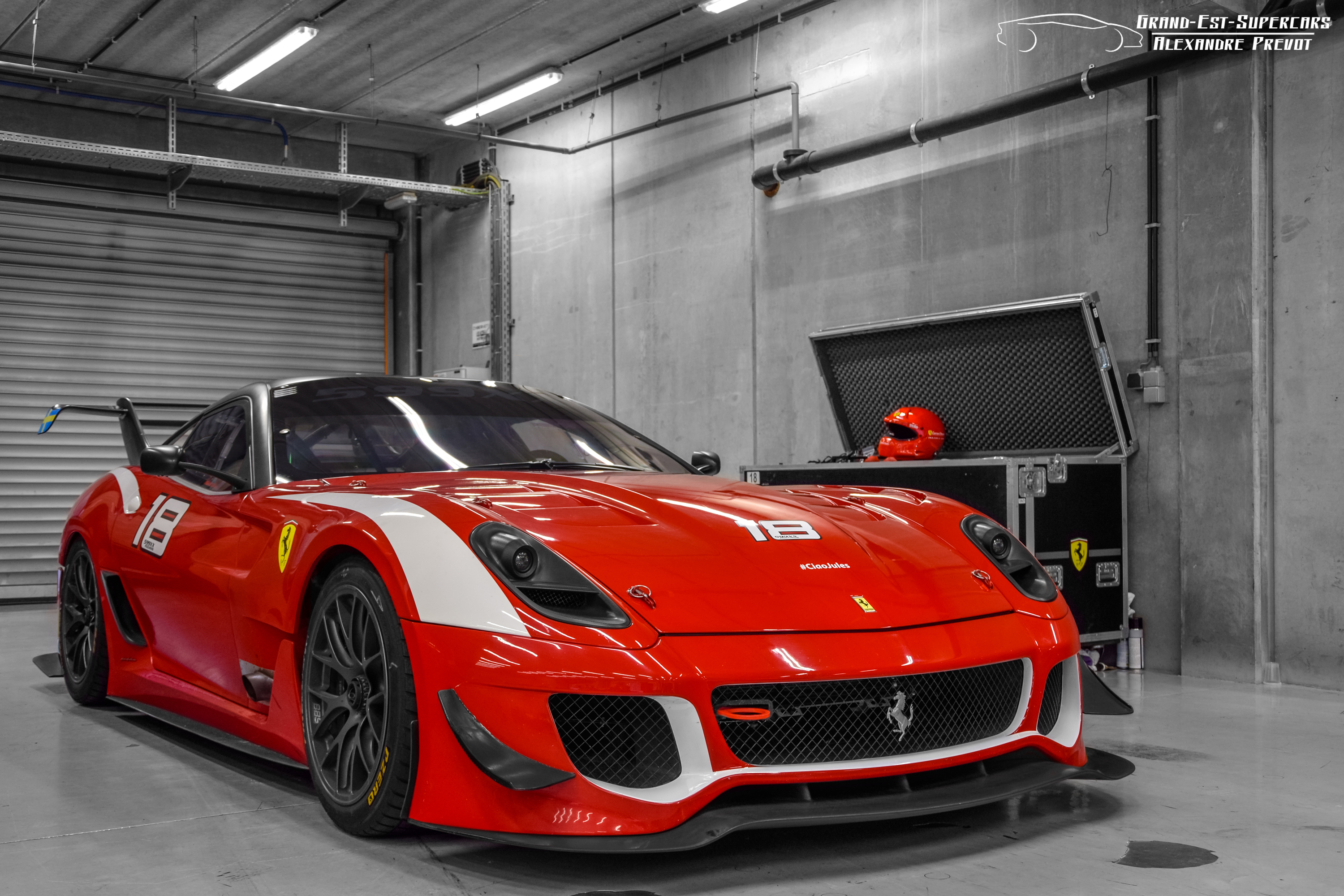
Der Ferrari 599XX von Alexander West

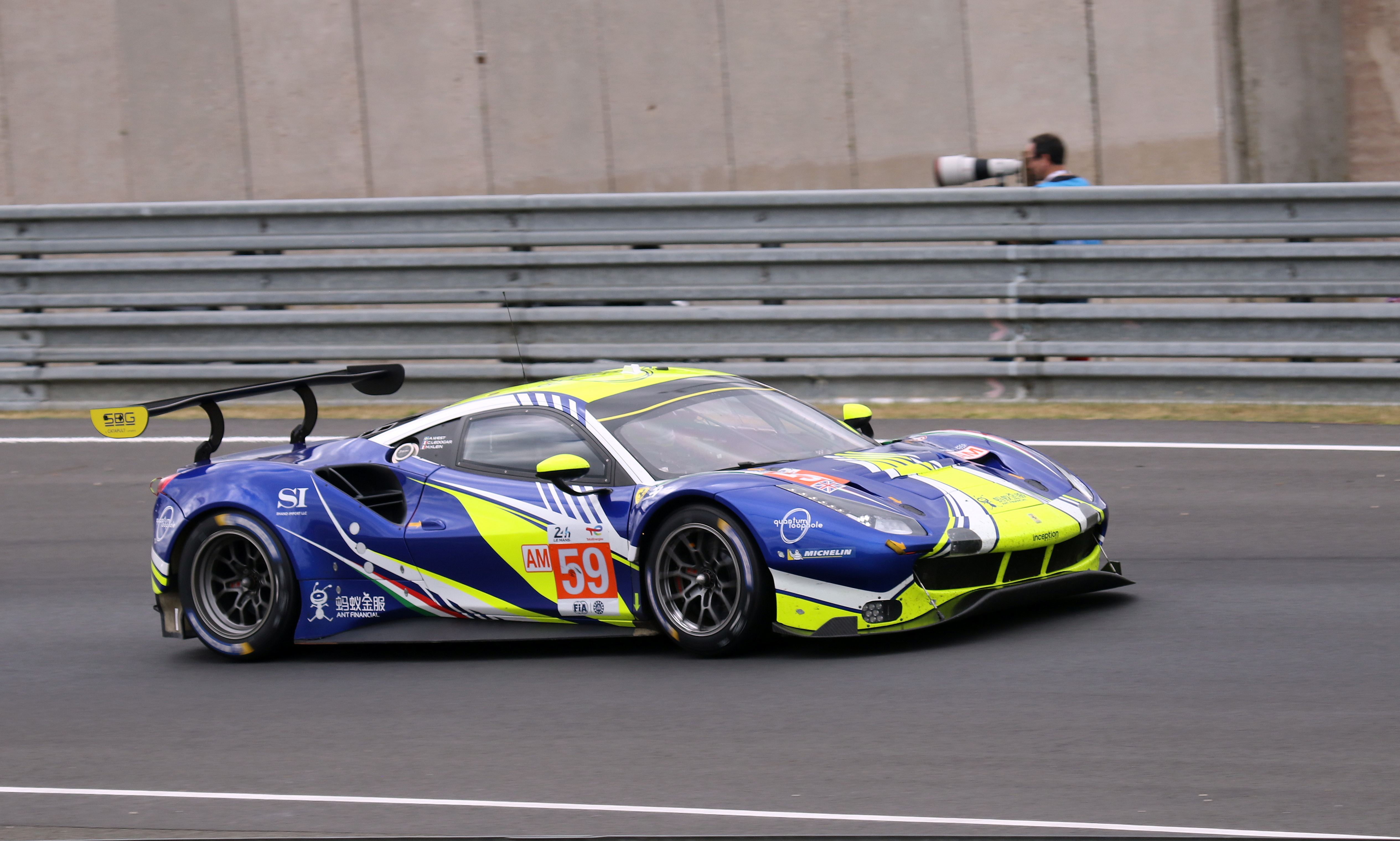
Der von Alexander West beim 24-Stunden-Rennen von Le Mans 2022 gefahrene Ferrari 488 GTE Evo

Alexander West (* 7. November 1965 in Helsinki) ist ein schwedischer Finanzinvestor, Autorennfahrer, Rennstallbesitzer und Automobilsammler.

## Unternehmer
Der in Finnland geborene Alexander West kam durch seine Arbeit in der Finanzdienstleistung zu einem privaten Vermögen. Er gründete einige Unternehmen und Fonds und war viele Jahre in Asien als Investor tätig.

## Automobilsammlung
Alexander West besitzt eine umfangreiche Automobilsammlung. Dazu zählen unter anderem ein McLaren Speedtail, ein McLaren Senna und ein Ferrari 599XX. Außerdem gehören ihm ein Ferrari F2008 (Fahrzeug von Felipe Massa aus der Formel-1-Saison 2008) und ein McLaren MP4/15 (gefahren von Mika Häkkinen in der Formel-1-Weltmeisterschaft 2000).

## Karriere als Rennfahrer
Nach ersten Anfängen als Amateur-Rennfahrer begann der vermögende West 2015 mit einem eigenen Rennstall mit dem professionellen Motorsport. Er startete 2015 in der Ferrari Challenge Asia Pacific und der Maserati Trofeo. Auf einem McLaren 650S GT3 wurde er 2017 Gesamtdritter der GT3-Proam-Klasse der International GT Open und 2018 Zweiter der AM-Klasse der Blancpain Endurance Series. Diesen Erfolg konnte er 2019 wiederholen.
2020 startete er in der European Le Mans Series und gab sein Debüt beim 24-Stunden-Rennen von Le Mans.

## Statistik

### Le-Mans-Ergebnisse
| Jahr | Team             | Fahrzeug            | Teamkollege   | Teamkollege      | Platzierung | Ausfallgrund |
| ---- | ---------------- | ------------------- | ------------- | ---------------- | ----------- | ------------ |
| 2020 | AF Corse         | Ferrari 488 GTE Evo | Steffen Görig | Christoph Ulrich | Ausfall     | Unfall       |
| 2022 | Inception Racing | Ferrari 488 GTE Evo | Marvin Klein  | Côme Ledogar     | Ausfall     | Motorschaden |

### Einzelergebnisse in der FIA-Langstrecken-Weltmeisterschaft
| Saison  | Team             | Rennwagen       | 1   | 2   | 3   | 4   | 5   | 6   | 7   | 8   |
| ------- | ---------------- | --------------- | --- | --- | --- | --- | --- | --- | --- | --- |
| 2019/20 | AF Corse         | Ferrari 488 GTE | SIL | FUJ | SHA | BAH | AUS | SPA | LEM | BAH |
| 2019/20 | AF Corse         | Ferrari 488 GTE |     |     |     | DNF |     |     |     |     |
| 2022    | Inception Racing | Ferrari 488 GTE | SEB | SPA | LEM | MON | FUJ | BAH |     |     |
| 2022    | Inception Racing | Ferrari 488 GTE | DNF |     |     |     |     |     |     |     |